# 名古屋電機工業

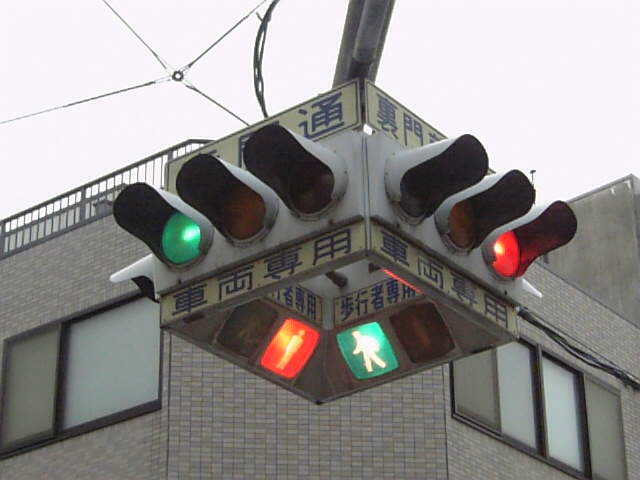
名古屋市大須に設置されていた懸垂型交通信号機

名古屋電機工業株式会社（なごやでんきこうぎょう、英: NAGOYA ELECTRIC WORKS CO.,LTD.）は、愛知県あま市に本社を置く道路情報表示装置メーカー。
懸垂型交通信号機（通称：UFO型信号機）の製造メーカーとしても知られる。

## 概要
1958年（昭和33年）設立。道路情報表示装置のほか、車載標識装置、照明装置の製造販売を行っている。かつては電子実装工場向けの自動検査装置などの製造も行っていたが、テクノホライゾン株式会社に事業譲渡している。
2015年（平成27年）には、第一実業株式会社と資本業務提携を行い、3月に同社に対する第三者割当増資を実施。同年5月末に第一実業株式会社の株式を取得し、株式の持ち合いを行った。

また同年8月には、日本信号株式会社と資本業務提携を行い、同社に対する第三者割当増資を実施。同年11月末をめどに日本信号株式会社の株式を取得し、株式の持ち合いを行った。

## 沿革
- 1958年（昭和33年）5月17日 - 「名古屋電機商事株式会社」として名古屋市中村区蘇鉄町において設立[4]。
- 1959年（昭和34年）3月 - 名古屋変圧器製作所株式会社を吸収合併[4]。
- 1959年（昭和34年）7月 - 「名古屋電機工業株式会社」に商号を変更[4]。
- 1975年（昭和50年）1月 - 擬音式音響装置付信号機を名古屋市に初めて導入。
- 2000年（平成12年）9月7日 - 名古屋証券取引所市場第二部に株式を上場[4]。
- 2013年（平成25年）4月1日 - 子会社の株式会社インフォメックスを吸収合併[7]。
- 2014年（平成26年）6月16日 - 株式会社ゼロ・サムと共同出資によりインドに合弁会社を設立[8]。
- 2015年（平成27年）3月9日 - 第一実業株式会社に対する第三者割当増資を実施[5]。
- 2015年（平成27年）4月1日 - 第一実業株式会社と販売代理店契約を締結。同日、第一実業株式会社の子会社である株式会社第一メカテックより検査装置部門（毛呂山事業所）を譲受[5]。
- 2015年（平成27年）8月25日 - 日本信号株式会社と資本業務提携契約を締結[6]。
- 2018年（平成30年）10月 - 株式会社日本コンラックスより株式会社コンラックス松本の全株式を譲り受け連結子会社化[9]。 これに伴い株式会社インフォメックス松本に商号を変更[9]。
- 2022年（令和4年）10月1日 - テクノホライゾン株式会社に検査装置事業を譲渡[10]。
- 2024年（令和6年）3月13日 - 東京証券取引所スタンダード市場に株式を上場[11][12]。

## 事業所
- 本社（愛知県あま市）[13]
- 札幌支店（北海道札幌市北区）[13]
- 仙台支店（宮城県仙台市太白区）[13]
- 東京支社（東京都中央区）[13]
- 中部支社（愛知県名古屋市中川区）[13]
- 新潟支店 (新潟県新潟市中央区)[13]
- 大阪支社（大阪府大阪市福島区）[13]
- 広島支店（広島県広島市東区）[13]
- 福岡支店（福岡県福岡市東区）[13]
- 四国営業所 （香川県高松市）[13]
- 南九州営業所 （鹿児島県鹿児島市）[13]
- 東日本統括事務所 （東京都葛飾区）[13]